# スノーリゾート猫山
スノーリゾート猫山（スノーリゾートねこやま）は広島県庄原市（旧西城町）の猫山にあったスキー場。
比婆山連峰は道後山（標高1,269m）の南隣り、猫山の北斜面に位置する（道後山高原スキー場とは向かい合わせの形となる）。雪質は北斜面のためやや固めで、特に朝はエッジもかかりにくい。スノーマシン36機、ICSも装備し、県北（備北地域）では豊富な雪量を有する。特徴あるピラミッド型のセンターハウスが目を引く。リーズナブルなリフト料金および無料駐車場で地元スキーヤー・ボーダーを集めるが、中国自動車道より距離が多少あるため県外来場者は比較的少なく、アットホームな雰囲気の穴場的スキー場である。運営会社は同市内のスキー場ドルフィンバレイと同じくツネイシホールディングス・常石ポートサービスカンパニーだったが、2007年10月にドルフィンバレイ（同月閉鎖）とともにグローカルジャパンへ売却された。
2025年6月5日付けで広島地方裁判所三次支部から破産開始決定が出され、経営破綻した。

## シーズン
毎年12月下旬から3月下旬まで滑走可能。

## アクセス
鉄道利用は芸備線があるが、便数は非常に少なく駅からも遠い。来場者の大半は自動車を利用している。

### 鉄道利用
最寄駅：JR芸備線 備後落合駅または道後山駅（いずれも無人駅。タクシーも常駐しないので注意）。駅より約10km。タクシーで約15分、西城交通バスで約15分。

### 自家用車利用
- 中国自動車道 東城IC→国道314号→国道183号　 15.9km、24分
- 中国自動車道 庄原IC→国道183号　27.0km、40分
- 島根方面より 奥出雲町から国道314号を通り広島県へ
- 駐車場　合計収容台数 / 1000台
- 料金(普通車) / 無料

## コース
「デザイヤーコース」「キャメルコース」「ハーフパイプコース」「クレオパトラコース」「スフィンクスコース」の全5コース。このうちデザイヤーコースは上級者向け（最大斜度39度）、キャメルコースはモーグル山あり。全コーススノーボード滑走可能。スフィンクスコースはファミリー、初心者向け。

## リフト
最新のリフトではないために、速度かなり遅め。
- 第1フレンドリフト（2人乗り）
- 第2ロマンスリフト（2人乗り）
- 第3ミッドノーズリフト（2人乗り）
- 第4ファミリーリフト（2人乗り）